# Седам брежуљака Рима
Седам брежуљака Рима источно од Тибра чине срце Рима. Седам брежуљака ранијег Рима били су: Cermalus, Cispius, Fagutal, Oppius, Palatium, Sucusa и Velia. Они се нарочито помињу у митологији, религији и политици. Сматра се да је првобитни Рим саградио Ромул на брду Палатин (Collis Palatinus). Осталих шест од седам брежуљака каснијег Рима су Авентин (Collis Aventinus), Капитол (Collis Capitolinus), Квиринал (Collis Quirinalis), Виминал (Collis Viminalis), Есквилин (Collis Esquilinus) и Целиј (Collis Caelius). 
У почетку је на седам брежуљака било неколико насеобина који нису себе сматрали градом Римом. Становници ових брежуљака почели су да учествују у религиозним играма и тако су почели да се окупљају. Град Рим је настао тако што су та одвојена насеља почела да се удружују и исушују мочварне долине између брежуљака, претварајући их у пијаце и форуме.
Данас познато Ватиканско брдо (италијански: Vaticano, од латинског: Collis Vaticanus) је северозападно од Тибра и није једно од седам брежуљака Рима. Такође се ни брда Пинциан (италијански: Pincio, од латинског: Mons Pincius), на северу, и Јаникулум (италијански: Gianicolo, од латинског: Ianiculum), на западу, не убрајају у седам брежуљака.
Од седам брежуљака каснијег Рима, пет од њих (Авентин, Целијан, Есквилин, Квиринал и Виминал) су насељена подручја са споменицима, зградама и парковима, Капитол је данас седиште општине Рим, а Палатин је археолошко подручје.  
- Авентин
- Капитол (Capitolinus Mons)
- Целиј
- Есквилин
- Палатин
- Квиринал
- Виминал